# Haplogrupo O (ADNmt)
Haplogrupo O ADNmt es un haplogrupo derivado del haplogrupo N y se encuentra en Oceanía. Específicamente, se encuentra entre los aborígenes australianos. Sus mutaciones definitorias son G6755A, C9140T y G16213A.
Es uno de los haplogrupos más raros. A partir de 2022, FamilyTreeDNA informa que solo 4 personas en su base de clientes que han probado sus secuencias mitocondriales completas son miembros del haplogrupo. YFull informa 9 miembros conocidos, 8 de los cuales se dice que son de Australia, y que el haplogrupo tiene al menos 20 000 años de antigüedad.
La siguiente tabla enumera las muestras relevantes de GenBank:
| Haplogrupo Phylotree | Haplogrupo YFull | ID de GenBank | ID Alternativo | Estado/Región                 |
| -------------------- | ---------------- | ------------- | -------------- | ----------------------------- |
| O                    | O-a1             | KY595606      | AUS41          | Queensland                    |
| O                    | O-a1a            | AY289059      | Aus23          | Territorio del Norte          |
| O                    | O-a1a            | KY595554      | AUS39          | Queensland                    |
| O                    | O-a1a            | KY595619      | AUS40          | Queensland                    |
| O1                   | O-a2             | KY595668      | AUS38          | Queensland                    |
| O1                   | O1               | DQ404447      | AUD38          | Territorio del Norte desierto |
| O1a                  | O1a              | AY289056      | Aus20          | Territorio del Norte          |
| O1a                  | O1a              | AY289058      | Aus22          | Territorio del Norte          |